# أدولفو فيراري
أدولفو فيراري (بالإيطالية: Alfo Ferrari)‏ هو دراج إيطالي، ولد في 20 سبتمبر 1924 في Sospiro ‏ في إيطاليا، وتوفي بنفس المكان في 30 نوفمبر 1998.

## وصلات خارجية
- أدولفو فيراري على موقع أرشيف الدراجات (الإنجليزية)
- أدولفو فيراري على موقع إحصائيات الدراجات الإحترافية (الإنجليزية)
- أدولفو فيراري على موقع CycleBase (الإنجليزية)
- أدولفو فيراري على موقع أوليمبيديا (الإنجليزية)